# Kalamu (Boma)
Pour les articles homonymes, voir Kalamu.
La commune de Kalamu est une commune de la ville de Boma en République démocratique du Congo.